# Icelia flavescens
Icelia flavescens är en tvåvingeart som beskrevs av Robineau-desvoidy 1830. Icelia flavescens ingår i släktet Icelia och familjen parasitflugor. Inga underarter finns listade i Catalogue of Life.